# Yukon (Pensilvania)
Yukon es un lugar designado por el censo ubicado en el condado de Westmoreland en el estado estadounidense de Pensilvania. En el Censo de 2010 tenía una población de 677 habitantes y una densidad poblacional de 274,28 personas por km².

## Geografía
Yukon se encuentra ubicado en las coordenadas 40°12′52″N 79°41′19″O / 40.21444, -79.68861. Según la Oficina del Censo de los Estados Unidos, Yukon tiene una superficie total de 2.47 km², de la cual 2.43 km² corresponden a tierra firme y (1.57%) 0.04 km² es agua.

## Demografía
Según el censo de 2010, había 677 personas residiendo en Yukon. La densidad de población era de 274,28 hab./km². De los 677 habitantes, Yukon estaba compuesto por el 99.7% blancos, el 0% eran afroamericanos, el 0% eran amerindios, el 0% eran asiáticos, el 0% eran isleños del Pacífico, el 0% eran de otras razas y el 0.3% pertenecían a dos o más razas. Del total de la población el 0.59% eran hispanos o latinos de cualquier raza.